# 張馨勻命案
張馨勻命案，是指發生在2000年1月7日，中華民國陸軍台中師管區司令部女性上士張馨勻陳屍師管部內的疑似他殺案件。

## 事件經過
2000年1月7日上午十時許，服役四年多的台中師管區司令部上士張馨勻（24歲）被人發現墜樓身亡，她頭套著塑膠袋、嘴部被貼膠帶、身體遭棉被整理袋包裹，且身體多處外傷，現場並未發現遺書遺留。
台中師管區政戰部主任陽作民指出，張馨勻所屬單位為師管部人事軍務組，當日八時上班時間點名時，發現她缺席未到。同事致電她在台中縣太平市的住處也找不到人，沒想到隨後她被發現墜落陳屍在辦公室大樓後方的空地上，已無生命跡象。張馨勻工作認真、交往單純，並未曾經傳出感情或財務糾紛。
1月9日，台中地檢署襄閱主任檢察官張斗輝表示，張陳屍地點在師管部內，故偵查主導是軍事檢察官，台中地檢署是居於協助偵查，一旦查出有民間人士涉案，再由台中地檢署偵辦。
2000年1月台中師管部女士官命案，軍方以自殺結案。

## 驗屍報告
2000年1月8日，軍事檢察官會同台中地檢署檢察官李悌愷、刑事警察局法醫室主任石台平、國防部外聘法醫李瓞鉅、國防部高檢署法醫張獻元、轄區市警四分局等為張馨勻解剖，相驗結果初步排除遭性侵害的可能性。張馨勻死亡時間推斷是6日深夜至7日凌晨，初步判定死亡原因是外力重擊所致，但尚無法判定為他殺或自殺，目前還要對遺體器官部分做化驗，待結果確定後，再對外界公布。
承辦的軍事主任檢察官孟昭安說，張女的前額有重力撞擊傷口，耳鼻出血、胸腔內出血，死亡時間是發現前數小時，應該是短時間內的瞬間死亡。但張的手腳未被捆綁，無法排除自殺可能。孟昭安也不願說明張女究竟是死前或死後墜樓？還是他殺後搬運棄屍，僅表示經過調查小組到她住處訪查，鄰居說案發當天清晨七點半左右還看到她出門，應該是去上班。因此不排除可能是到達師管部後，於八點半正式上班前遇害。
刑事警察局法醫室主任石台平於2000年1月9日證實，死者左額頭的致命傷是在瞬間撞擊造成，並強調他是以國防部國軍法醫中心顧問的身分到場參與專業意見提供，目前命案專案調查人員正朝他殺方向追查，但他表示，在還沒有任何事證，足資證明張馨勻是自殺前，尚無法貿然斷定其為自殺，整個調查、蒐證動作正在持續進行。

## 疑點
張馨勻友人事後質疑，張馨勻於案發前一日整日未被目擊進出營區，「自殺」死亡時頭部套著塑膠袋、嘴巴被膠帶封住，眼睛瘀青、眼鏡完整，額頭有鈍器撞擊傷口，兩脅有大小不等的瘀傷，肺部有氣泡（法醫推測為窒息現象）。另外，向家屬報訊的軍方人員通知張死在床上，家屬趕赴師管部時，張卻被送到國軍台中總醫院急救，距離法醫推斷的死亡時間早已經超過四個鐘頭，且案發現場並未被封鎖，張的腳踏車也一直未尋獲。
台中市警方向媒體表示，除非張自己貼上膠帶、罩上塑膠袋及棉被套，然後移動身體到窗戶邊用力讓自己掉下去，雖然不是絕對不可能，但連他們自己都很難接受。
張馨勻的室友表示，張每天通車往返太平市家中及營區，中午則幾乎都在營區內鮮少外出，她認為張絕對不可能輕生。
張家家屬表示，軍方一直朝墜樓自殺方向偵辦，但家屬發現幾項可疑之處，張父1月8日由立法委員沈智慧及律師陪同進入師管部，提出八、九項疑點要求軍方查明，否則不願在死亡證明書上簽字。
- 根據鄰居說法，張馨勻上午七點四十五分左右騎腳踏車出門，但依以往時間估算，張到師管區至少得花四十五分鐘，即抵達時間應是上午八點半左右（上午十點張的遺體被人發現）。但軍方表示，屍體距離發現時間已死亡將近四到八個小時。
- 另外，死者右眼瘀血，眼鏡卻是好的，且頭上塑膠袋與身上棉被套有血，衣褲卻沒有沾血，懷疑是遇害後被更衣棄屍。
- 其他疑慮還包括，師管部兩年多前也曾發生胡姓軍官墜樓死亡案件，當時軍方對外說法稱胡姓軍官是失足摔死。